# Masacre de Jan al-Asal
La Masacre de Jan al-Asal o Khan al-Asal fue una masacre llevada a cabo durante la Guerra Civil Siria por rebeldes sirios tras haber capturado Jan al-Asal, un poblado a unos 14 km al oeste de la ciudad de Alepo, el 22 de julio de 2013. Los militantes opositores atribuyeron la masacre al grupo terrorista Frente al-Nusra, un asociado de al-Qaeda, y la Brigada Ansar al-Khalifa. Según los militantes, 51 soldados gubernamentales que se habían rendido fueron ejecutados. Según los medios gubernamentales, los islamistas, incluyendo a la Brigada al-Khalifa, mataron a 123 personas, en su mayoría civiles.

## Trasfondo
Los rebeldes habían intentado tomar Jan al-Asal durante meses, un pueblo situado estratégicamente al oeste de la provincia de Alepo. Cayó finalmente en manos rebeldes el 22 de julio de 2013, aunque los enfrentamientos continuaron hasta el siguiente día, según el Observatorio Sirio para los Derechos Humanos. Durante el combate, los rebeldes usaron un tanque T-55 capturado. Al menos 150 soldados del Ejército Sirio murieron durante la batalla contra los rebeldes por el control del pueblo.
En Jan al-Asal había tenido lugar un ataque químico el 19 de marzo de 2013, provocado por los rebeldes según el gobierno, y por el gobierno según los rebelde. En un análisis para la televisión gubernamental iraní Press TV, Finian Cunningham dijo que la masacre fue perpetrada por los rebeldes con el objetivo de borrar pruebas del ataque químico y eliminar testigos.

## Masacre
Según el OSDH, un grupo opositor con sede en Londres, 51 soldados fueron ejecutados por los rebeldes tras la caída de Jan al-Asal, mientras que otros 100 había muerto en combate. El OSDH subió un vídeo en línea en el que, según el New York Times «se mostraba lo que parecía ser un campo de ejecución con docenas de cuerpos sin vida amontonados en una pared acribillada de agujeros de bala». Citando a testigos anónimos, el OSDH hizo responsables al Frente Al-Nusra y la Brigada Ansar al-Khalifa, indicando que los combatientes habían ejecutado a la mayoría de soldados leales que se habían rendido.
 Videos subidos por la Brigada Ansar al-Khalifa mostraban a algunos de los hombres muertos vestidos de civil, y algunos de los cuerpos mutilados. El Frente Al-Nusra confirmó su participación en la batalla y dijo que 150 soldados habían muerto, pero no se adjudicó la responsabilidad por las ejecuciones.
Syrian Arab News Agency (SANA), la agencia de noticias gubernamental, informó el 27 de julio que el número de víctimas ascendía a 123 personas, en su mayoría civiles, sin contar a los desaparecidos.

## Reacciones

### Domésticas
- Siria - El Ministro de Información Omran al-Zoubi dijo que «los terristas que han cometido la masacre de Jan al-Asal y los países que los apoyan tendrán que rendir cuentas y pagarlo muy caro.»[12]